# Fontcouverte (Aude)
Fontcouverte , es una localidad  y comuna francesa, situada en el departamento del Aude, en la región administrativa de Languedoc-Rosellón y región natural de las Corbières.
A sus habitantes se les conoce en idioma francés por el gentilicio Fontcouvertois.

## Demografía
| 388 | 397 | 336 | 328 | 333 | 424 |
| Para los censos de 1962 a 1999 la población legal corresponde a la población sin duplicidades (Fuente: INSEE [Consultar]) |     |     |     |     |     |

(Población sans doubles comptes según la metodología del INSEE).